# 雷阿尔康
雷阿尔康（法語：Réalcamp，法語發音：[ʁealkɑ̃]）是法国滨海塞纳省的一个市镇，属于迪耶普区。

## 地理
雷阿尔康（49°51'9"N, 1°37'18"E）面积11.45 平方千米，位于法国诺曼底大区滨海塞纳省，该省份为法国北部沿海省份，其西部及北部濒大西洋英吉利海峡，东起顺时针与索姆省、瓦兹省、厄尔省和卡爾瓦多斯省接壤。
与雷阿尔康接壤的市镇（或旧市镇、城区）包括：法朗库尔、富卡蒙、皮埃尔库尔、圣莱热欧布瓦。

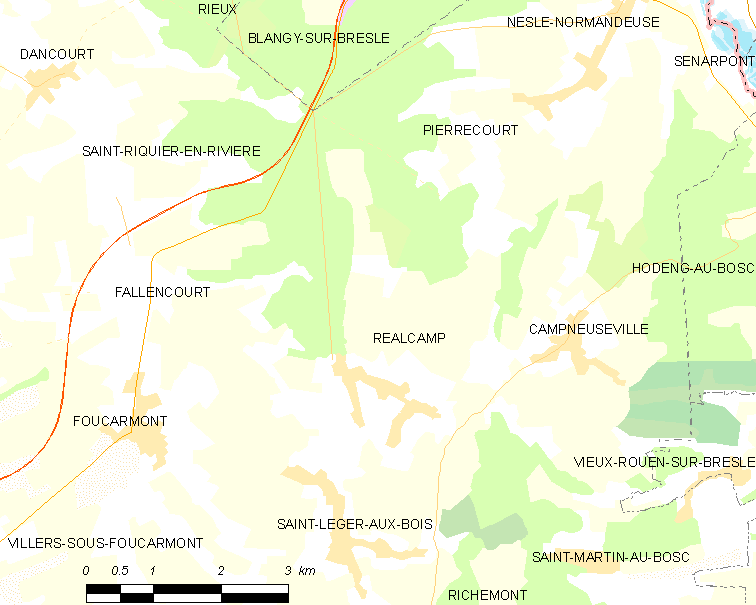
雷阿尔康的OSM定位图

雷阿尔康的时区为UTC+01:00、UTC+02:00（夏令时）。

## 行政
雷阿尔康的邮政编码为76340，INSEE市镇编码为76520。

## 政治
雷阿尔康所属的省级选区为厄镇县。

## 人口

1962-2008年间雷阿尔康人口变化图示

雷阿尔康于2022年1月1日时的人口数量为594人。